# Securidaca falcata
Securidaca falcata är en jungfrulinsväxtart som beskrevs av Chod.. Securidaca falcata ingår i släktet Securidaca och familjen jungfrulinsväxter. Inga underarter finns listade i Catalogue of Life.